# Syllis gerundensis
Syllis gerundensis är en ringmaskart som först beskrevs av Alós och Campoy 1981.  Syllis gerundensis ingår i släktet Syllis och familjen Syllidae. Inga underarter finns listade i Catalogue of Life.